# Se escapó la suerte
 Se escapó la suerte ( en francés: Antoine et Antoinette) es una película de comedia francesa, dirigida por Jacques Becker y estrenada en las pantallas en 1947.
La película fue inscrita en el Festival de Cannes del mismo año, donde finalmente obtuvo la Palma de Oro.
Becker ofrece una alegre fábula sobre el afecto, la suerte y el azar.

## Sinopsis
Antoine y Antoinette Moulin (Roger Pigaut y Claire Mafféi), una humilde pareja francesa, ha perdido un billete ganador de la lotería y con ello la oportunidad de cambiar sus vidas.

## Reparto
- Roger Pigaut como Antoine Moulin
- Claire Mafféi como Antoinette Moulin
- Noël Roquevert como Roland
- Gaston Modot como el funcionario
- Made Siamé como la esposa del comerciante
- Pierre Trabaud como Riton
- Jacques Meyran como Barbelot
- François Joux
- Gérard Oury como el cliente
- Charles Camus como el comerciante
- Émile Drain como el suegro
- Annette Poivre como Juliette